# IGoogle
iGoogle (anteriorment: Pàgina principal personalitzada de Google), va ser servei de Google, és una pàgina d'inici personalitzable basada en AJAX, similar a Netvibes, Pageflakes, El meu Yahoo! i Windows Live Personalized Experience. Al principi es va engegar en maig de 2005. Les seves característiques inclouen la capacitat d'afegir web feeds i Google Gadgets (similars a les disponibles en Google Desktop). Permetia als usuaris crear el seu propi portal d'accés a internet, juntament amb petites dosis d'informació de totes les aplicacions de Google i altres serveis web. Fou suspesa l'1 de novembre de 2013 perquè l'empresa creia que calia reduir-la amb el temps.
La informació personal que l'usuari introdueix és processada i guardada en una cookie per tal de ser recuperada en qualsevol moment.
Per tal de tenir accés al servei necessitem crear un compte de Google, amb un seguit de dades personals com ara adreça de correu electrònic i contrasenya.

## Continguts
EL servei iGoogle suporta la utilització de gadgets especialment desenvolupats per a mostrar el contingut a un usuari de la pàgina. Alguns d'aquests gadgets també es poden utilitzar dins de iGoogle.
L'API de Google és pública i permet a qualsevol persona desenvolupar un gadget per a qualsevol necessitat que es pugui tenir a nivell d'usuari.
- Framed photo – Mostra diferents fotografies.
- GoogleGram – Creació de missatges especial diaris.
- Daily Me – Mostra l'humor i l'estat emocional de l'usuari.
- YouTube Channel – Mostra videos d'un determinat canal de youtube.
- Free Form – Permet a l'usuari introduir text i imatges a elecció de l'usuari.
- Personal List – Permet a l'usuari crear una llista de items.
- Countdown - cronòmetre.
- Gadgets HTML i URL.